# Islamski Kairo
Islamski Kairo je središnji dio Kaira u Egiptu, koji je najznamenitiji po svojim povijesnim građevinama u Islamskom stilu, a kojim dominira Kairska citadela. One su pod ovim nazivom upisane na UNESCO-ov popis mjesta svjetske baštine u Africi još 1979. godine.

## Povijest
Nakon što su zauzeli Memfis, Heliopolis, Gizu i bizantsku utvrdu Babilon (Stari Kairo), Arapi su 642. godine osnovali utvrđeno naselje Fustat na istočnoj obali Nila, kako bi u njemu bio stožer arapske vojske. On je, mjesto Aleksandrije, postao glavni grad Egipta jer je bio najbliži Arabiji. Tijekom vladavine omejida Fustat je postao islamskim središtem i tu je posljednji omejidski kalif, Maruan II., izgubio bitku protiv abasida. Obližnji Al-Askar (današnji Stari Kairo) na sjeveru je postao prijestolnica Egipta od 750. do 868. godine kada je Ahmed ibn Tulun osnovao obližnji Al-Katai koji je do 905. bio glavnim gradom kada je to ponovo postao Fustat.
Islamski Kairo je osnovan 969. godine kao kraljevska rezidencija fatimidskih kalifa, dok je gospodarsko i upravno središte bilo u obližnjem Fustatu. Fustat je uništen 1168. godine kako ga se ne bi dočepali križari, a upravno središte Egipta je postao Kairo, što je i ostao sve do danas. Generalu Džauharu Al Sikilliju ("Sicilijancu") trebalo je samo četiri godine da izgradi Kairo u koji je fatimidski kalif Al Muizz premjestio svoje prijestolje iz Mahdia u Tunisu. Kasnije je Kairo rastući progutao i Al-Askar, i Babilon, i Al-Katai i Fustat.
God. 1250. mameluci, vojnici robovi, su zauzeli Egipat i vladali su njime iz Kaira sve do 1517. godine kada su ih porazili Osmanlije. Napoleon je nakratko okupirao Egipat od 1789. do 1801. godine, nakon čega je osmanski general Muhamed Ali Paša učinio Kairo prijestolnicom neovisnog egipatskog carstva koje je potrajalo od 1805. do 1882. godine. Od tada je Kairo bio prod britanskom upravom, sve do osamostaljenja Egipta 1922. godine.

## Odlike
Stari Kairo je mjesto prvih egipatskih prijestolnica, Al-Askar i Fustat, koji su danas uklopljeni u grad Kairo. U njemu se nalaze brojni spomenici od kojih su islamski:
- Džamija Amr ibn al-Asa (arapski: جامع عمرو بن العاص‎) ili Amrova džamija iz 642. godine je najstarija džamija u Africi, izgrađena na mjestu šatora generala Amra, koji je osvojio Egipat, u novoosnovanoj prijestolnici Egipta, Fustatu. Zahvaljujući mnogim obnovama tijekom stoljeća malo je ostalo od izvorne građevine, ali je velika islamska znamenitost i turistička atrakcija.
- Ibn Tulunova džamija (مسجد أحمد بن طولون‎) je jedini ostatak egipatske prijstolnice Al-Katija. Izgrađena je u Samarranskom stilu (Irak) koji je karakterističan za abasidsku dinastiju. Ona je kvadratična s velikim dvorištem s natkrivenim trijemom na sve četiri strane od kojih je najveći onaj okrenut istoku s mihrabom. Njezin minaret ima slične pužolike stube kao onaj u Samarri i predaje kaže da se na njega može uspeti na konju. Koncem 13. stoljeća dobila je prepoznatljivi toranj sabil s visokim tamburom i kupolom
- Sveučilište Al-Azhar (جامعة الأزهر الشريف‎; Game'at Al-ʾAzhar al-Šarīf) je osnovano kao medresa 972. godine uz fatimidsku džamiju Al-Azhar iz 970. godine, i ono je najstarija obrazovna institucija u Egiptu koje propagira islamsku vjeru, arapski jezik i kulturu. Od 1961. u njoj su uvedeni i profani predmeti.
- Džamija Al-Hakima na vrhu ulice Muizz je izgrađena koncem 10. stoljeća i nazvana prema prvom fatimidskom imamu koji je rođen u Egiptu, Al-Hakimu. Ona ima minarete na obje strane pročelja koji su ostaci pilona faraonskog egipatskog hrama, a iznutra je veliko kvadratno dvorište okruženo kolonadom arkada s oštrim lukovima.
- Kairska citadela (قلعة صلاح الدين‎, Qalaʿat Salāḥ ad-Dīn) je utvrda koju je od 1176. do 1183. utvrdio Saladin kako bi se zaštitio od križara. Nalazi se na brdu Mokatam pored središta grada i danas je znameniti kompleks s džamijama i muzejima od kojeg se pruža sjajn pogled na Kairo.
- Džamija sultana Hasana (Hasan bin al-Nasir Muhamad bin Kalavun) iz 1356. godine je izgrađena kao vjerska i pravna škola sunita uz Saladinovu citadelu. Dizajnirana je tako da svaka škola četiri učenja suni islama (šafi, maliki, hanafi i hanbali) imaju svoja krila i zajedničku džamiju. Ona se smatra remk-djelom mamelučke arhitekture.
- Džamija Al-Rifa (مسجد الرفاعى‎) iz 1361. godine se nalazi nasuprot Džamije sultana Hasana i izgrađena je kao njezin pandan.

Do 16. stoljeća u Kairu su su bile uobičajene stambene višekatnice u kojima su dva donja kata služila za trgovinu i skladištenje, dok su viši katovi bili iznajmljivani
- Ulaz u Amrovu džamiju (642.)
- Džamija Al-Azhar (970.)
- Al-Hakimova džamija (990-ih)
- Saladinova citadela (1176.-83.)
- Džamija sultana Hasana i Al-Rifa
- Džamija Muhameda Alija unutar citadele (1830.-48.)

## Poveznice
- Islamska umjetnost i arhitektura

## Vanjske poveznice
- Abu Mena - uključujući panoramske fotografije od 360˚(engl.) Posjećeno 16. ožujjka 2011.